# José Sócrates

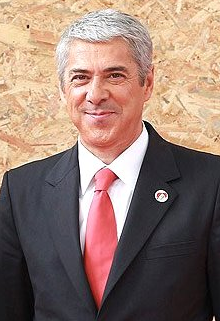
José Sócrates

José Sócrates Carvalho Pinto de Sousa, GCIH (sinh ngày 6 tháng 9 năm 1957), thường được gọi bằng tên của ông José Sócrates cho (phát âm tiếng Bồ Đào Nha: [ʒuzɛ sɔkɾɐtɨʃ]) là Thủ tướng Chính phủ Bồ Đào Nha từ ngày 12 tháng 3 năm 2005 cho đến ngày 24 tháng 3 năm 2011. Ông là Tổng thư ký Đảng Xã hội. Sócrates trở thành Thủ tướng vào ngày 12 tháng 3 năm 2005. Trong nửa sau của năm 2007, ông đóng vai trò President-in-Office của Hội đồng Liên minh châu Âu. Ngoài các chức vụ này, José Sócrates là Bộ trưởng Thanh niên và Thể thao Bồ Đào Nha và là một trong những người tổ chức các giải vô địch bóng đá UEFA Euro 2004 tại Bồ Đào Nha, cũng như là một cựu Bộ trưởng Môi trường trong chính phủ của António Guterres. Ngày 23 tháng 3 năm 2011, ông đệ đơn từ chức cho tổng thống sau khi quốc hội bác bỏ các biện pháp khắc khổ của chính phủ của ông trong một cuộc bỏ phiếu dẫn tới một cuộc bầu cử mới.